# Neohipparchus verjucodumnaria
Neohipparchus verjucodumnaria là một loài bướm đêm trong họ Geometridae.